# (300163) 2006 VW139
(300163) 2006 VW139 (тимчасове позначення 2006 VW139, позначення періодичної комети 288P/2006 VW139) — подвійний активний астероїд і комета головного поясу із зовнішніх областей поясу астероїдів. Об'єкт був виявлений Spacewatch у 2006 році. Його подвійну природу підтвердив космічний телескоп Хаббл у вересні 2016 року. Як основне тіло, так і його супутник схожі за масою та розмірами, що робить його справжньою подвійною системою. Компоненти, за оцінками, досягають 1,8 км у діаметрі, обертаючись по орбіті з великою відстанню 104 км кожні 135 днів.

## Відкриття
2006 VW139 було відкрито 15 листопада 2006 року спостереженнями Spacewatch в Національній обсерваторії Кітт Пік поблизу Тусона, штат Аризона. 1 листопада 2011 року можливу кометну активність було зафіксовано за допомогою системи телескопів Pan-STARRS. І Spacewatch, і Pan-STARRS є проєктами спостережень астероїдів у рамках програми спостережень за навколоземними об'єктами НАСА. Після спостережень Pan-STARRS об'єкту було присвоєно кометне позначення 288P.

## Орбіта і класифікація
2006 VW139 — несімейний астероїд фонової популяції головного поясу. Він є одночасно подвійним астероїдом і кометою головного поясу, також відомим як «активний астероїд». Обертається навколо Сонця в зовнішньому головному поясі на відстані 2,4—3,7 а. о. раз на 5 років і 4 місяці (1944 дні; велика піввісь 3,05 а. о.). Її орбіта має ексцентриситет 0,20 і нахил 3° до екліптики.
Спостереження за тілом розпочалося у вересні 2000 року, коли його було відкрито за допомогою Sloan Digital Sky Survey в обсерваторії Апач-Пойнт, Нью-Мексико, більш ніж за шість років до офіційного відкриття Spacewatch на Кітт-Пік.

### Перша подвійна комета головного поясу
Комета 2006 VW139 була вперше помічена космічним телескопом Габбл у грудні 2011 року. Астероїд був сфотографований телескопом у вересні 2016 року, якраз перед тим, як здійснив зближення із Сонцем і підтвердив свою подвійну природу, — два астероїди обертаються один навколо іншого, а також виявлена кометна активність. Це робить об'єкт першим відомим подвійним астероїдом, який також класифікується як комета головного поясу. Вважається, що подвійна система є результатом поділу астероїда, спричиненого ефектом ЯОРП.
Спостереження космічного телескопа Габбл виявили постійну активність у цій подвійній системі. Комбіновані характеристики цього подвійного астероїда — велика відстань між компонентами, майже однаковий їх розмір, високий ексцентриситет орбіти та кометоподібна активність — також роблять його унікальним серед небагатьох відомих подвійних астероїдів, які мають велику відстань.

## Фізичні характеристики

### Діаметр, альбедо та маса
2006 VW139 має розрахований діаметр 1,8 ± 0,2 км. The Collaborative Asteroid Lightcurve Link припускає альбедо 0,057 і обчислює діаметр 3,2 км на основі абсолютної зоряної величини 16,2. Подвійна система має приблизну масу від 1,3 × 1012 кг до 1,1 × 1013 кг. Окремий компонент має розраховану масу (6,15 ± 4,85) × 1012 кг.

## Нумерація та найменування
12 жовтня 2011 року Центр малих планет призначив номер цій малій планеті(M.P.C. 76600). Станом на 2020 рік не має назви.